# ソッパス

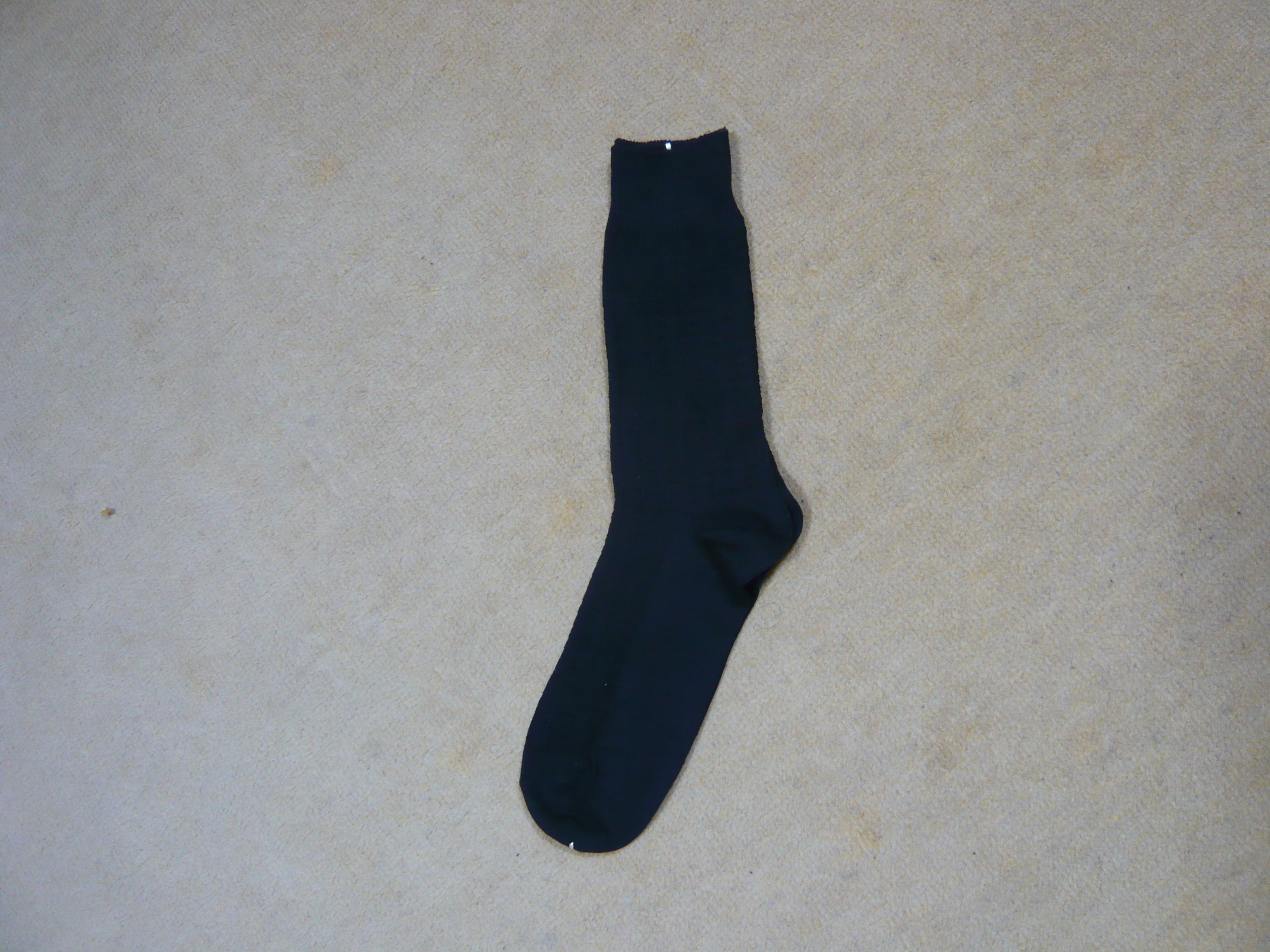
画面の靴下の上下についているのがソッパスである

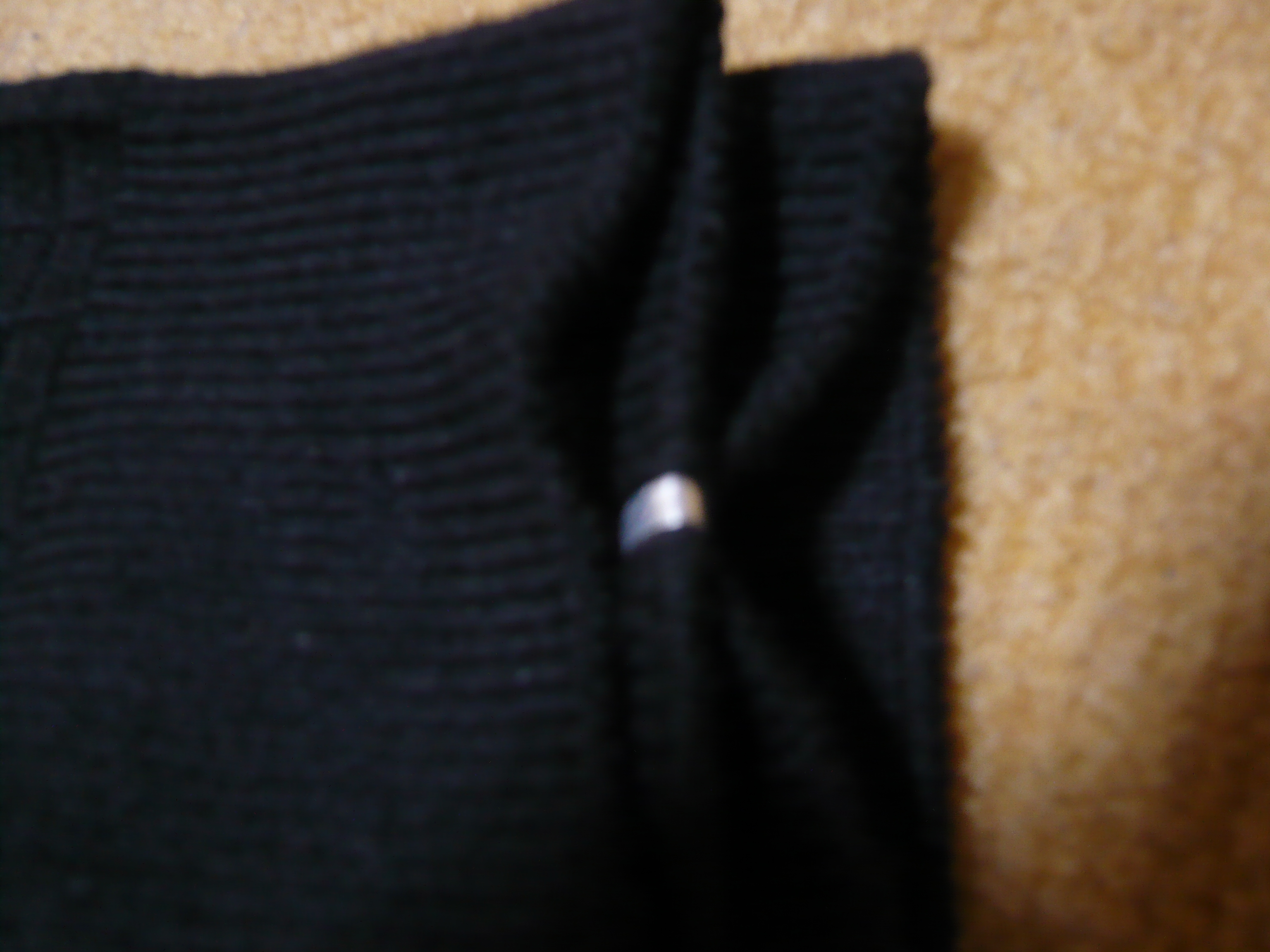
ソッパス拡大画像

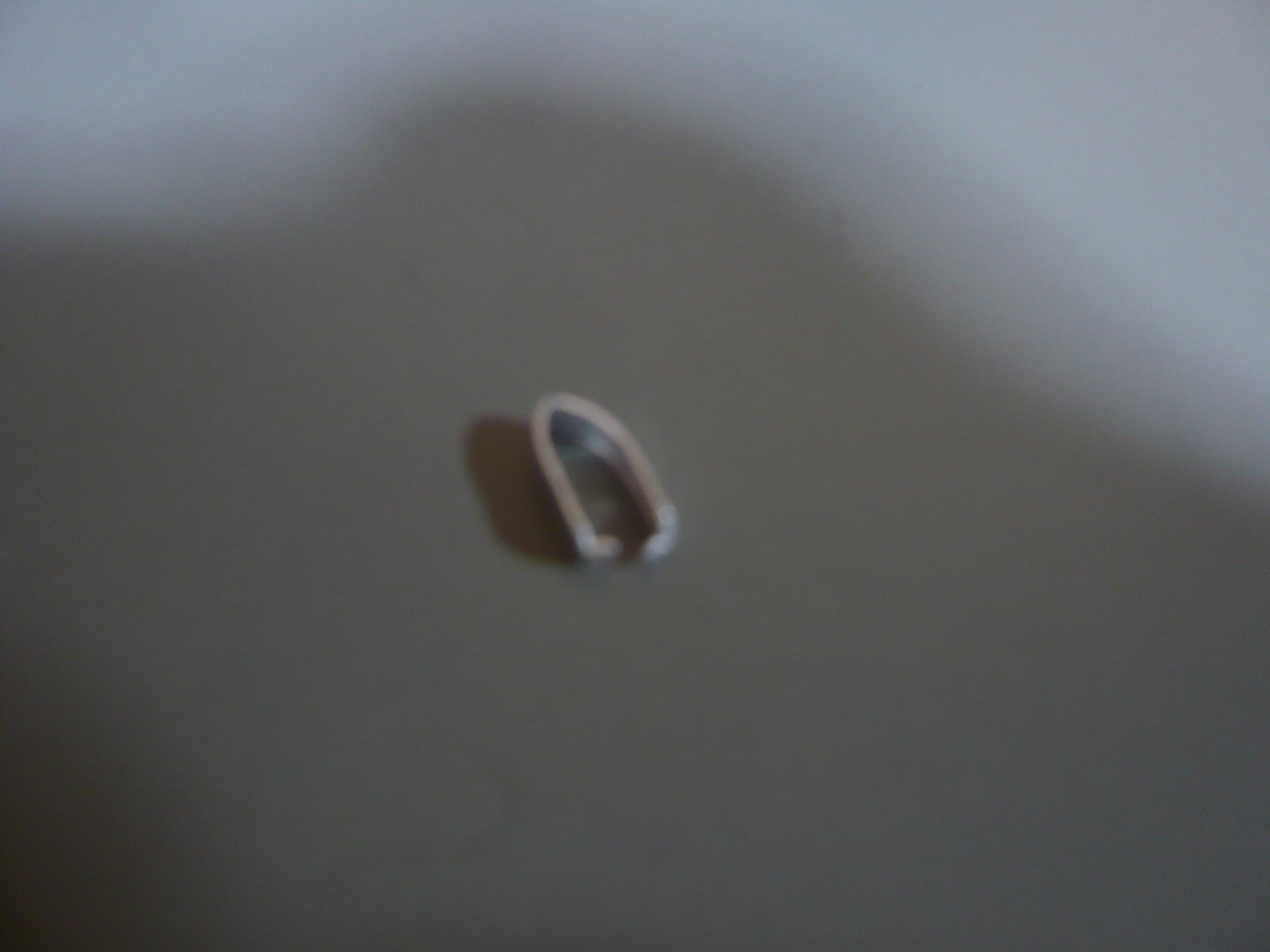
ソッパス単体

ソッパス、ソクパスとは靴下用のクリップのことである。
新品の靴下を購入した際、爪先とゴム口の二ヶ所に一足一組で靴下をまとめるために付いている。一時的なものであるため、もろく、使い捨てである。
これの取り付けは手作業で行われている。
名称は、ひろげた形がコンパスに似ていることから、ソックス＋コンパスでソッパス及びソクパスと命名された。
これそのもののバラ売りはされていない。値打としておよそ１０銭前後であり、5000個／500円で販売されている。
ロゴなど商標が入ると2円/個になる。

## 形状
形状は関東では丸、関西では四角のものがよく使われているといわれる。
また、簡単なデザインを用いたものも存在するが、使い捨てである場合がほとんどであるため余計なコストがかかるので、目にかける機会は少ない。
おもに材質はアルミだが、金具ではなく紙製のもので代用される場合もある。